# Folke Friis
Folke Friis (* 1912; † 1966) war ein schwedischer Fußballspieler. Der Torwart gewann mit Helsingborgs IF mehrere nationale Titel.

## Sportlicher Werdegang
Friis war nach dem Wechsel Sigge Lindbergs zu Landskrona BoIS ab 1931 Stammtorhüter bei Helsingborgs IF, seinerzeit einer der führenden Klubs in der Allsvenskan. In der Spielzeit 1932/33 gewann er mit der Mannschaft erstmals den Meistertitel, in der folgenden Spielzeit wurde der Titel erfolgreich verteidigt. Als amtierender Meister stieg er mit dem Klub am Ende der Spielzeit 1934/35 in die Zweitklassigkeit ab, in der er zwei Spielzeiten bis zum Wiederaufstieg zwischen den Pfosten stand. In der Spielzeit 1940/41 gewann er an der Seite von Gunnar Anderberg, Nils Axelsson, Knut Kroon, Malte Mårtensson und Anders Pålsson unter Trainer Albin Dahl das Double, als parallel im Wettbewerb um den Landespokal 1941 bei der ersten Austragung des Svenska Cupen IK Sleipner mit 3:1 im Endspiel besiegt wurde. Während der Spielzeit 1943/44 hütete er über weite Strecken noch als Stammkraft das Tor des Klubs, der trotz nur eines Siegs (!) im gesamten Saisonverlauf die Klassen halten konnte. Bis 1947 lief er noch für den Klub auf, wurde dabei aber sukzessive von Kalle Svensson beerbt, der bis 1959 Stammtorhüter war − ergo hatte HIF in den ersten 34 Jahren der Allsvenskan nur drei Stammkräfte zwischen den Pfosten! Dabei hatte Friis 204 Erstligaspiele bestritten.

## Erfolge
- Schwedischer Meister: 1933, 1934, 1941
- Schwedischer Pokalsieger: 1941